# Галапагоски албатрос
Галапагоският албатрос (Phoebastria irrorata) е вид птица от семейство Албатросови (Diomedeidae). Видът е критично застрашен от изчезване.

## Разпространение
Видът е разпространен в Еквадор, Колумбия, Перу и Чили.